# Eaucourt-sur-Somme
Eaucourt-sur-Somme (picardisch Yucourt-dsu-Sonme) ist eine nordfranzösische Gemeinde mit 363 Einwohnern (Stand 1. Januar 2022) im Département Somme in der Region Hauts-de-France. Die Gemeinde liegt im Arrondissement Abbeville, in der Communauté d’agglomération de la Baie de Somme und im Kanton Abbeville-2.

## Geographie
Der bebaute Teil der sich im Norden über die Autoroute A16 hinaus erstreckenden Gemeinde liegt auf dem rechten (nördlichen) Ufer der Somme, während die Gemeinde im Süden über die Talaue der Somme bis zum Bach Rivière de Bellifontaine reicht. Ein Windpark auf den Anhöhen nördlich der Somme erstreckt sich über die westlichen und östlichen Nachbargemeinden Épagne-Épagnette und Pont-Remy. Das Gemeindegebiet liegt im Regionalen Naturpark Baie de Somme Picardie Maritime.

## Geschichte
Das Dorf gehörte der Abtei Saint-Riquier. 1214 kam Eaucourt durch Heirat an die Familie de Roye und 1315 an die Familie Châtillon-Saint-Pol.
| 1962 | 1968 | 1975 | 1982 | 1990 | 1999 | 2006 | 2018 |
| ---- | ---- | ---- | ---- | ---- | ---- | ---- | ---- |
| 283  | 307  | 365  | 396  | 414  | 376  | 376  | 408  |

## Sehenswürdigkeiten
- Kirche Saint-Aubin am Ostrand des Dorfs[1]
- Windmühle (Moulin Guidon)[2]
- 1926 als Monument historique eingetragene Schlossruine in der Talaue[3]

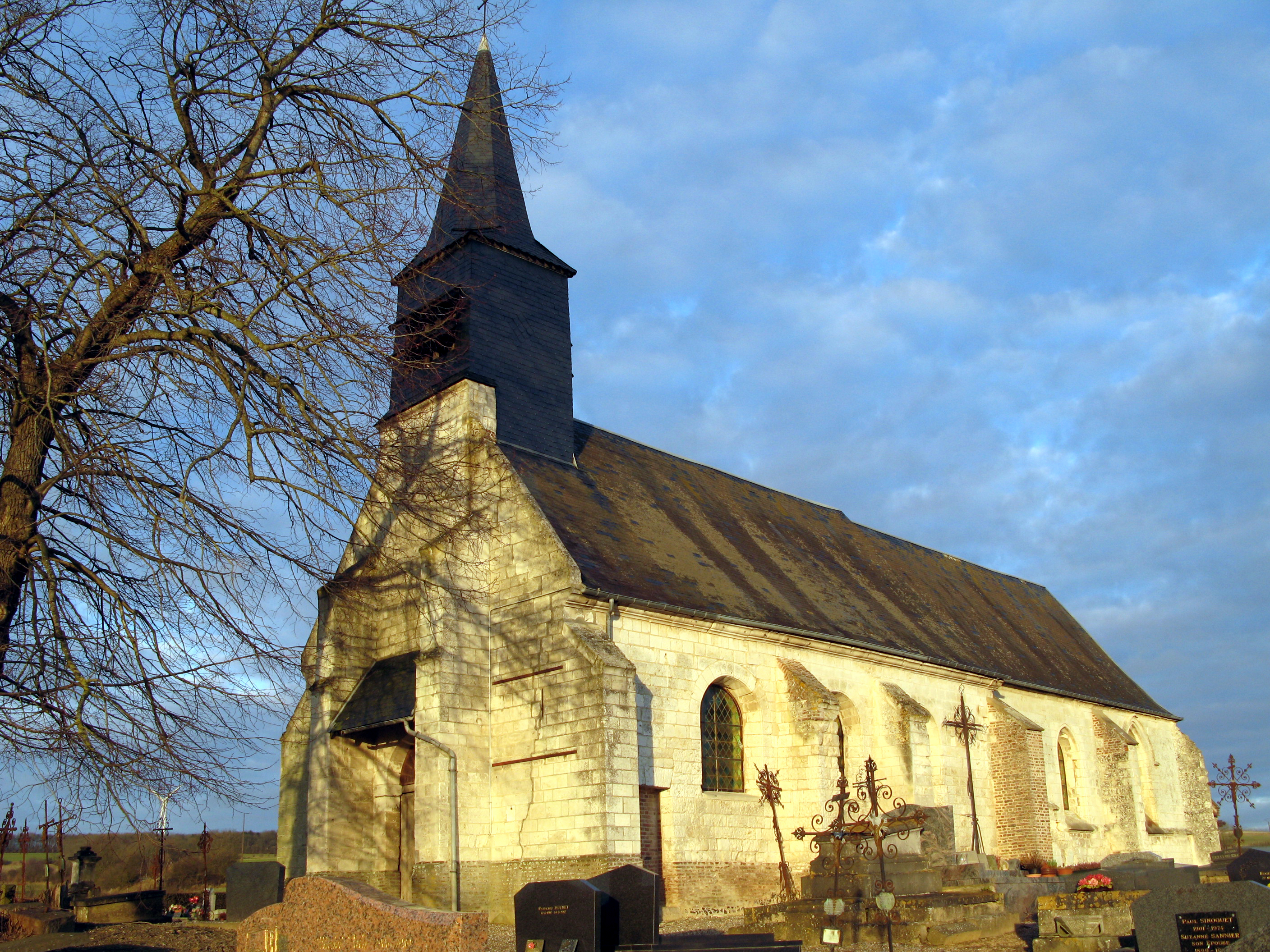
Kirche Saint-Aubin

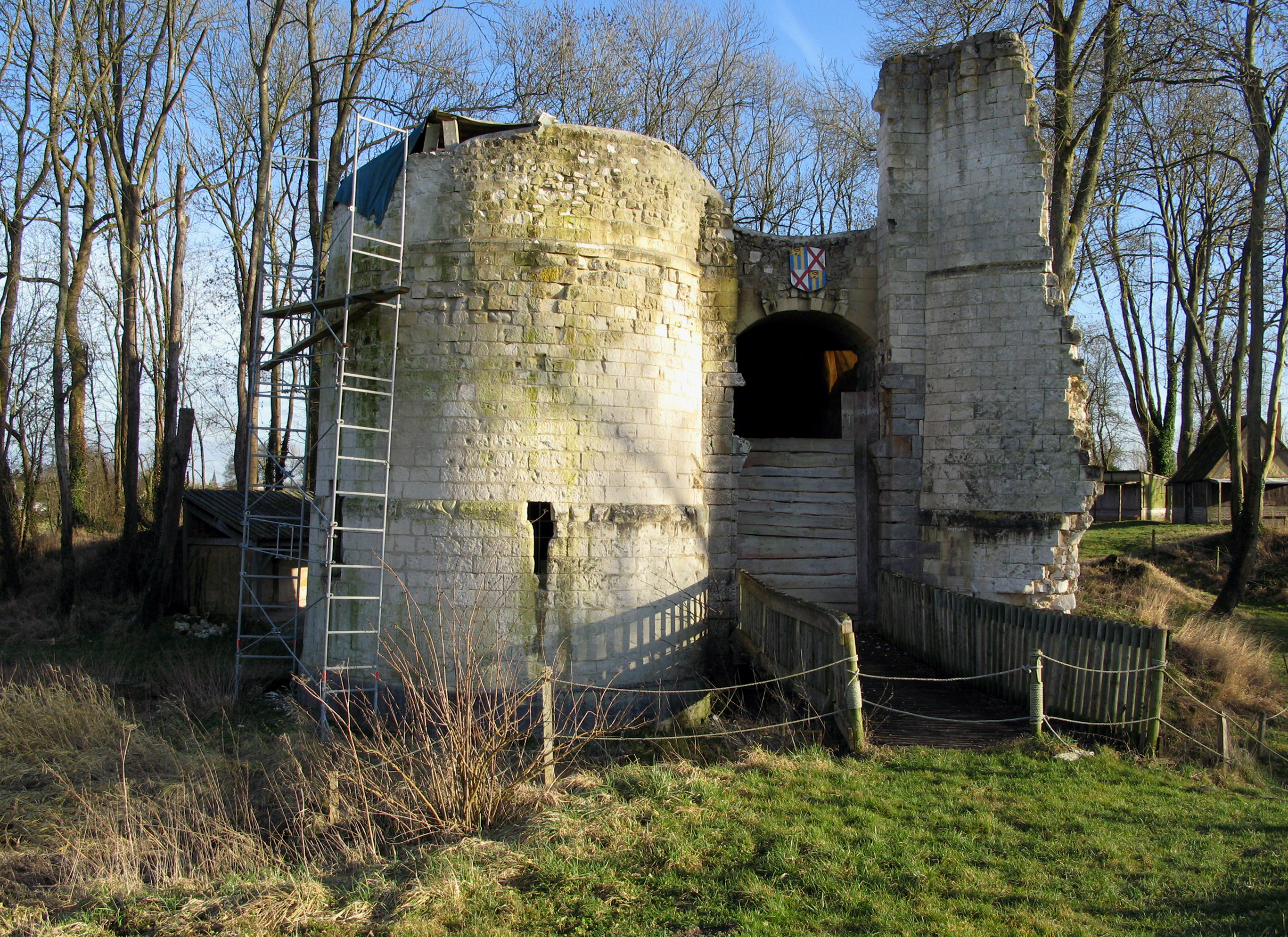
Schlossruine